# 章冠人
章冠人（1927年—），男，江苏宜兴人，中国爆炸力学家，曾任北京工业学院教授、博士生导师。